# Берла, Роман
Роман Берла (пол. Roman Bierła ; род. 21 марта 1957, Катовице) — польский борец греко-римского стиля, призёр Олимпийских игр, призёр чемпионата Европы, четырёхкратный (1978, 1979, 1983, 1987) чемпион Польши.

## Биография
Начал заниматься борьбой в 1971 году. 
В 1975 году завоевал бронзовую медаль чемпионата мира среди юниоров, в 1977 году стал чемпионом мира среди юниоров. В 1978 году впервые завоевал звание чемпиона Польши и  остался четвёртым на чемпионате Европы. В 1979 году был только седьмым на Гран-при Германии, пятым на чемпионате мира и завоевал серебряную медаль чемпионата Европы. В 1980 остался четвёртым на чемпионате Европы. 
На Летних Олимпийских играх 1980 года в Москве боролся в тяжёлом весе (до 100 килограммов). Регламент турнира оставался прежним, с начислением штрафных баллов; за чистую победу штрафные баллы не начислялись, за победу с явным преимуществом начислялось 0,5 штрафных балла, за победу по очкам 1 балл, за поражение с явным преимуществом соперника 3,5 балла и за чистое поражение 4 балла. Как и прежде, борец, набравший 6 штрафных баллов, из турнира выбывал. Титул оспаривали 9 борцов.
Роман Берла первые три встречи выиграл досрочно, ввиду дисквалификации своих соперников за пассивное ведение борьбы, в том числе у Василе Андрея, который на следующих играх стал чемпионом. В четвёртом круге Берла одолел Рефика Мемишевича (серебряного призёра следующих игр). Однако в финале Берла уступил  Георги Райкову (оба борца были дважды предупреждены за пассивное ведение борьбы и лишь третье предупреждение, полученное Берлой, решило судьбу олимпийского золота) и остался серебряным призёром. 
| Выступление на Олимпийских играх 1980 года | Выступление на Олимпийских играх 1980 года | Выступление на Олимпийских играх 1980 года | Выступление на Олимпийских играх 1980 года | Выступление на Олимпийских играх 1980 года | Выступление на Олимпийских играх 1980 года | Выступление на Олимпийских играх 1980 года | Выступление на Олимпийских играх 1980 года |
| Круг                                       | Соперник                                   | Страна                                     | Результат                                  | Счёт                                       | Баллы                                      | Всего баллов                               | Время схватки                              |
| ------------------------------------------ | ------------------------------------------ | ------------------------------------------ | ------------------------------------------ | ------------------------------------------ | ------------------------------------------ | ------------------------------------------ | ------------------------------------------ |
| 1                                          | Свен Эрик Студсгаард                       | Дания                                      | Победа                                     | Дисквалификация                            | 0                                          | 0                                          | 5:58                                       |
| 2                                          | Георгиос Поикилидис                        | Греция                                     | Победа                                     | Дисквалификация                            | 0                                          | 0                                          | 5:27                                       |
| 3                                          | Василе Андрей                              | Румыния                                    | Победа                                     | Дисквалификация                            | 0                                          | 0                                          | 7:24                                       |
| 4                                          | Рефик Мемишевич                            | Югославия                                  | Победа                                     | 5-2                                        | -1                                         | -1                                         | 9:00                                       |
| Финал (встреча 1)                          | Георги Райков                              | Болгария                                   | Поражение                                  | Дисквалификация                            |                                            |                                            | 7:52                                       |

После игр временно прекратил карьеру и начал обучение в Академии спорта в Варшаве. В 1981 году женился на уроженке ФРГ, переехал туда и некоторое время выступал в Германии, но не смог там акклиматизироваться. В 1983 году вернулся в Польшу. Квалифицировался на олимпийские игры 1984 года, победив на чемпионате Польши, однако ввиду бойкота туда не поехал.
В 1985 году был шестым на чемпионате мира. В 1986 году был третьим на Гран-при Германии и шестым на чемпионате мира, закончив международную карьеру. В 1987 году завоевал своё последнее звание чемпиона Польши. Вновь переехал в ФРГ, где выступал за клубы KSV Wiesental и AV Reilingen.  
По первой профессии электрик, однако никогда им не работал. После окончания карьеры и возвращения из Германии в 1996 году стал тренером, живёт и работает в Катовице.